# Alte Veste

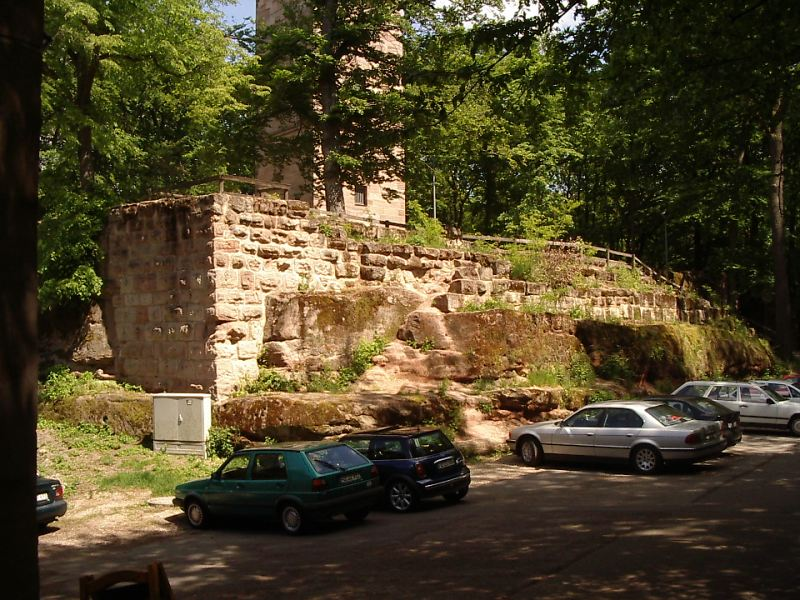
Ruínas do Alte Veste vistas de sudoeste.

O Alte Veste, antigamente também chamado de Burg Berch, é um castelo bávaro, constituído por uma torre de observação cercada, que permanece em ruínas no centro do ortsteil (bairro) com o mesmo nome da cidade de Zirndorf. Este encontra-se numa floresta a norte de Zirndorf, no Distrito de Fürth, região da Média Francónia, no ponto mais alto do Rosenberg (no contraforte oriental da Cadolzburger Rücken).

## História
A primeira tradição sobre a existência da fortificação regista um castelo de colina torreado do século XIII, com a designação antiga de Burg Berch. 
No dia 29 de Abril de 1306, Heinrich von Berg, ministeriale imperial de Zirndorf, vendeu o Alte Veste aos Burgraves de Nuremberga. Anteriormente, ele tinha contraído grandes hipotecas junto do financista de Nuremberga.
No tumúlto das Guerra das Cidades de 1387-1389, as fortificações existentes foram arrasadas, em 1388, pelos cidadãos de Nuremberga.

### Século XVII

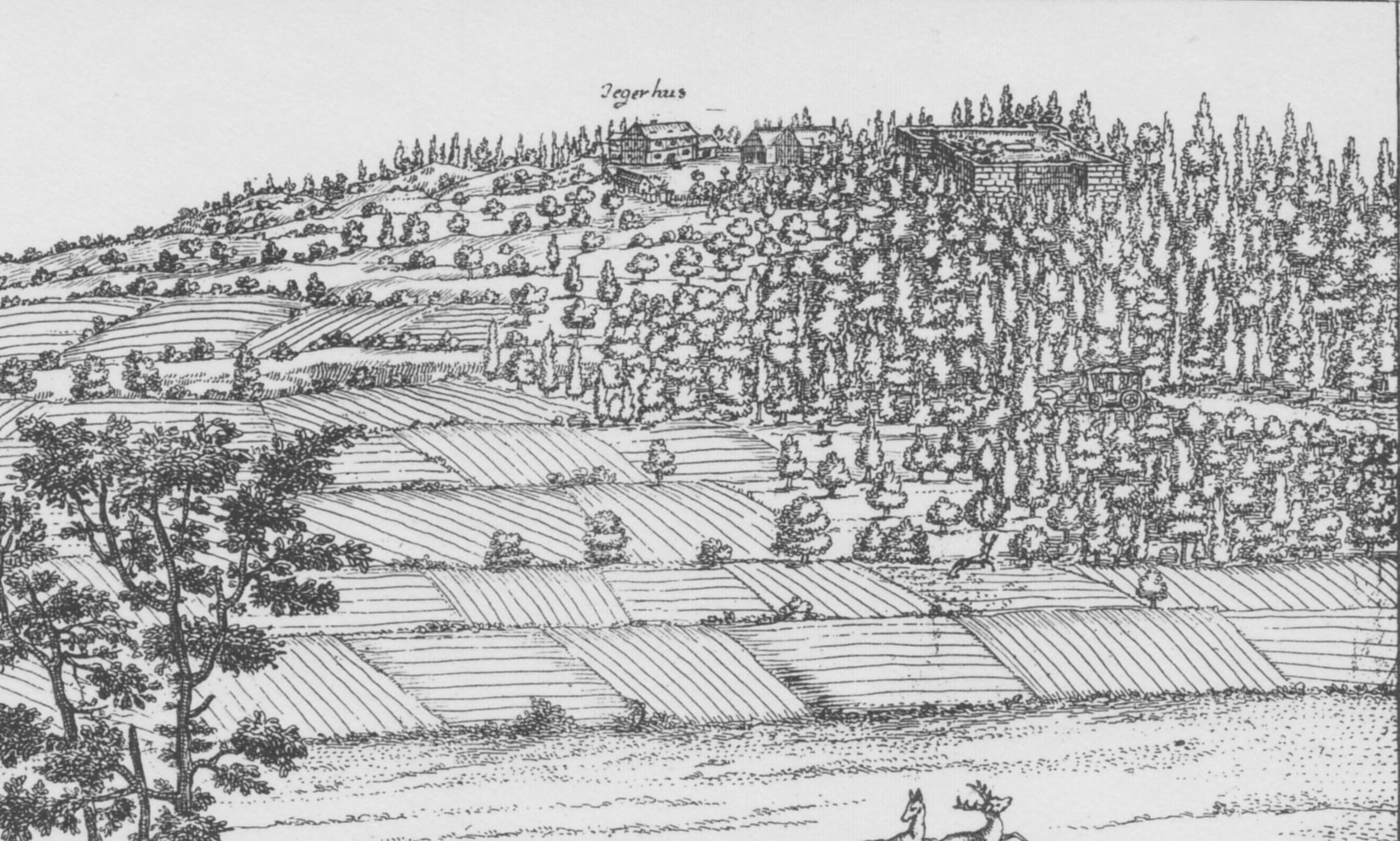
O Alte Veste num desenho de 1705.

Em 1632, as colinas em volta do castelo foram palco de combates durante alguns dias: a Batalha do Alte Veste, travado no decorrer da Guerra dos Trinta Anos, pôs frente a frente as tropas imperiais, sob o comando de Wallenstein, e as tropas suecas, sob o comando do Rei Gustavo II Adolfo da Suécia. As tropas suecas, acampadas em Nuremberga, atacaram as posições de Wallensteins em Zirndorf e nos arredores a leste. Wallenstein tinha um acampamento enorme a oeste de Nuremberga, com um contingente de mais de 50.000 mercenários como reforço. Após dois dias de fortes combates e de milhares de mortos em ambos os lados, a batalha foi interrompida pelos suecos. Segundo os historiadores, Wallenstein saiu vencedor da batalha, com a até então vitoriosa Suécia incapaz de ganhar.

### Século XIX
Em 1882, por ocasião do 250º aniversário da batalha, foi construída uma torre de vigia sobre as ruínas, financiada pela emissão de acções, que serviu como uma espécie de área de recreação para os habitantes de Fürth e Nuremberga.

### Do século XX à actualidade

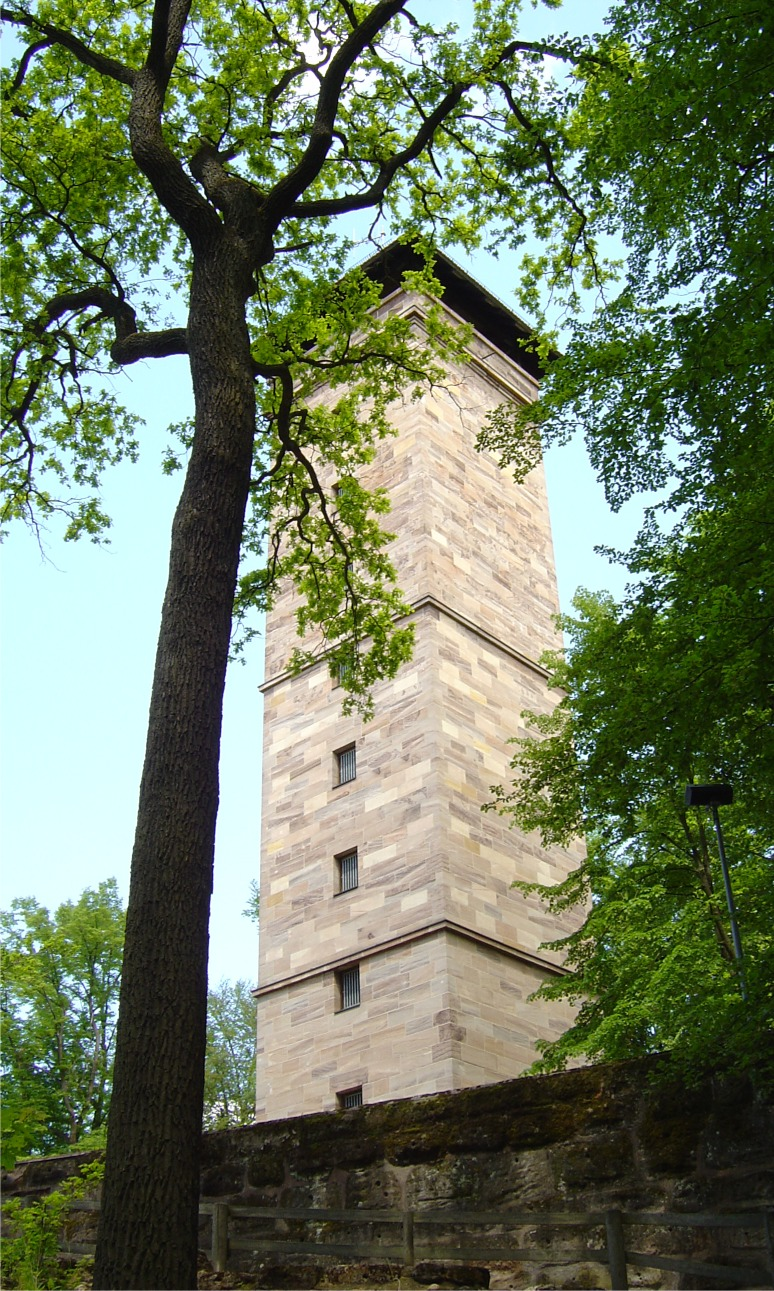
A torre após a reconstrução de 1980.

Durante a Segunda Guerra Mundial, a torre de observação e a abóbada subjacente foram usadas pelo Wehrmacht como uma base de defesa aérea e para produção de guerra. A Torre do Veste foi explodida pelo Wehrmacht no dia 19 de Abril de 1945, pouco antes da chegada das tropas aliadas.
Entre 1979 e 1980 foi construída uma nova torre da praça na floresta, cuja inauguração teve lugar no dia 17 de Setembro de 1980. A torre estabeleceu-se desde há muito como um marco de Zirndorf. 
Até hoje, ainda de podem ver em redor da torre as fundações rectangulares da torre defensiva arrasada. A própria torre reconstruída é um popular e gratuito ponto de observação - em dias de bom tempo, proporciona excelentes vistas de Zirndorf, Fürth, Nuremberga e, mesmo, da Francónia Suíça até Altmühltal. Na área florestal circundante podem ser vistos, num passeio marcado, os lugares da guerra, como por exemplo (a apenas 400 metros) parte duma trincheira de artilharia integrante das defesas de Wallenstein.
A torre é usada pelos bombeiros como estação de retransmissão de rádio para a BOS-Funk (rádio alemã com funções de segurança).